# キュルモント
キュルモント （Curemonte、オック語:Curamonta）は、フランス、リムーザン地域圏、コレーズ県のコミューン。

## 地理
キュルモントは丘の上にある。

## 歴史
キュルモントの存在が確認されるのは860年以降である。
村がテュレンヌ子爵の活動から離れたのは11世紀である。

## 人口統計
| 1962年 | 1968年 | 1975年 | 1982年 | 1990年 | 1999年 | 2006年 | 2011年 |
| ------ | ------ | ------ | ------ | ------ | ------ | ------ | ------ |
| 351    | 311    | 248    | 231    | 203    | 225    | 217    | 215    |

参照元:1999年までEHESS、2004年以降INSEE

## 史跡
- シャトー・ド・プラ
- シャトー・ド・サンティレール[4]
- シャトー・ド・ラ・ジョアニー[5][6]
- サン・バルテルミー・デュ・ブール教会[7][8]
- サンティレール・ド・ラ・コンブ教会 - 11世紀に建てられた。おそらく県最古の教会で、メロヴィング朝時代に基礎が築かれている[9][10]
- サン・ジュネスト教会 - かつての教区教会。現在はキリスト教美術の美術館。

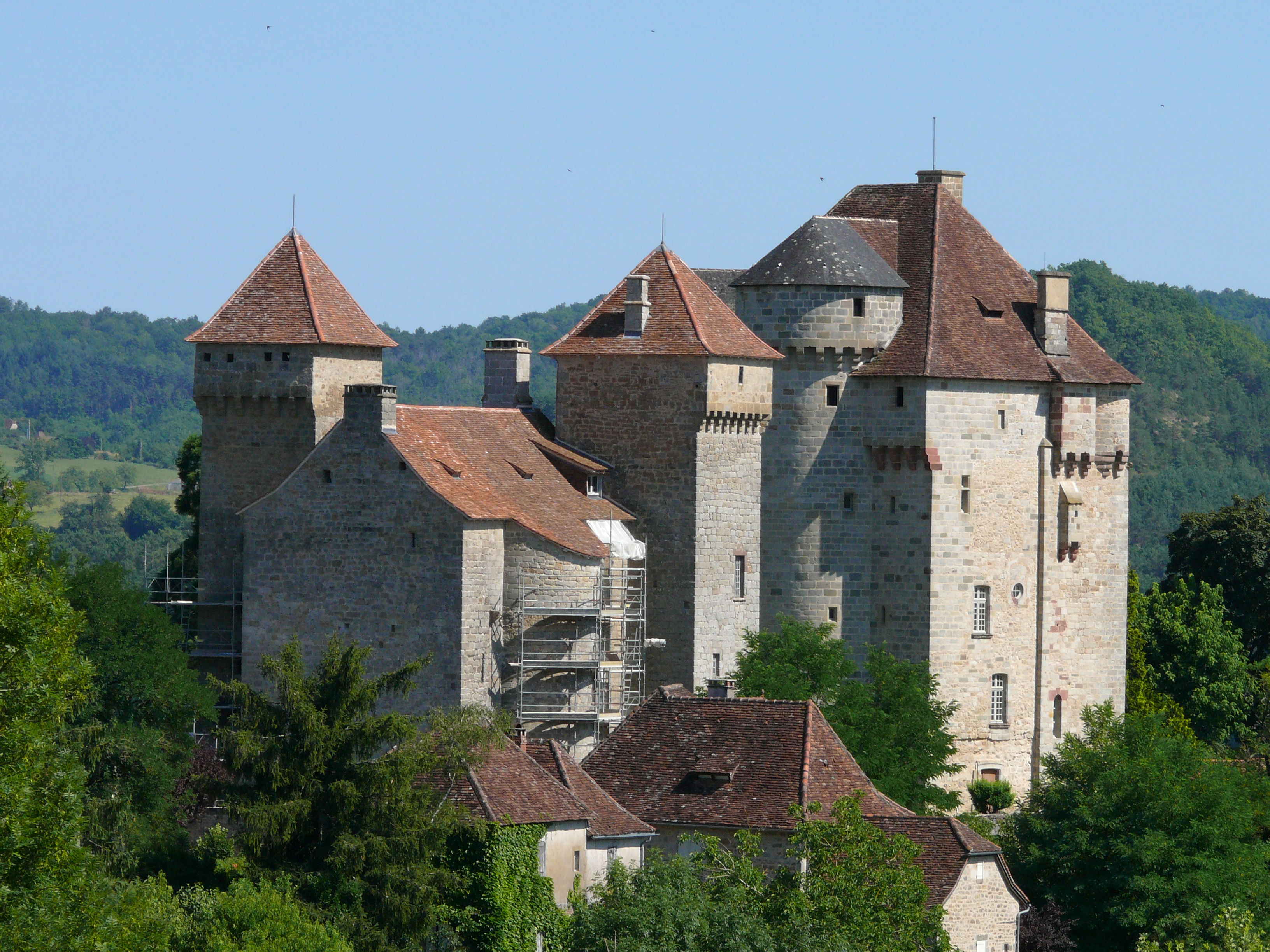
シャトー・ド・プラとシャトー・ド・サンティレール
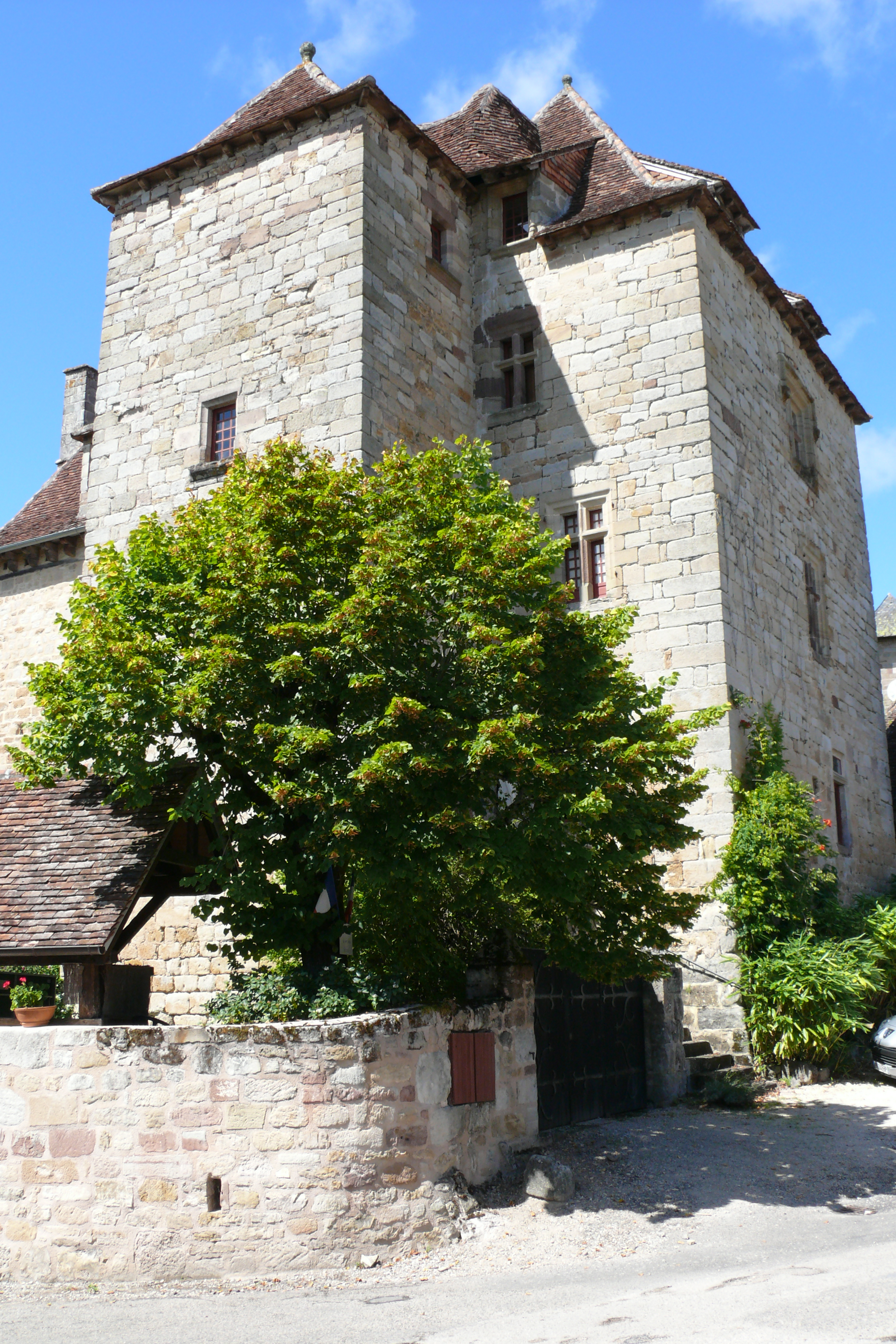
シャトー・ド・ラ・ジョアニー
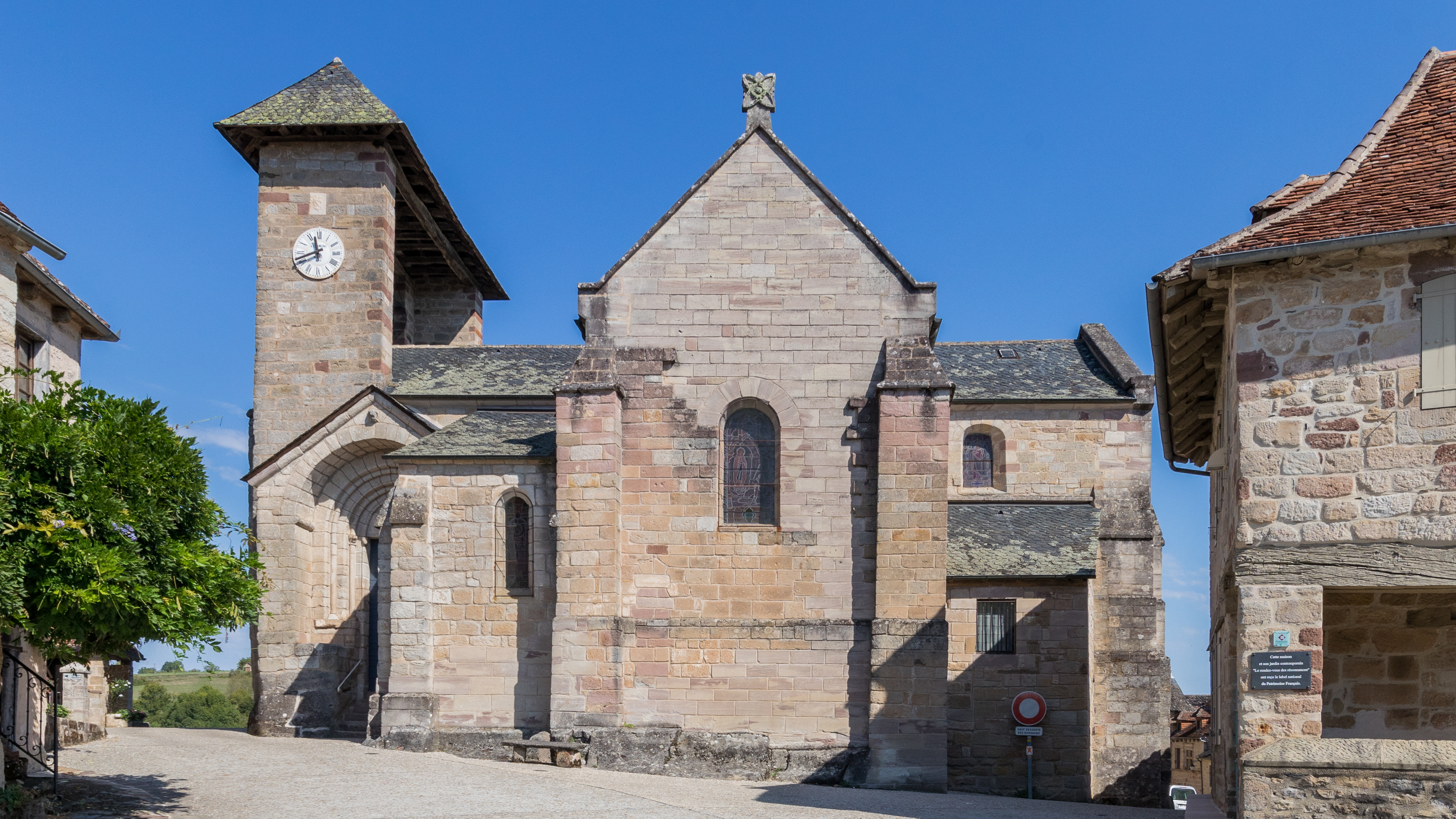
サン・バルテルミー教会
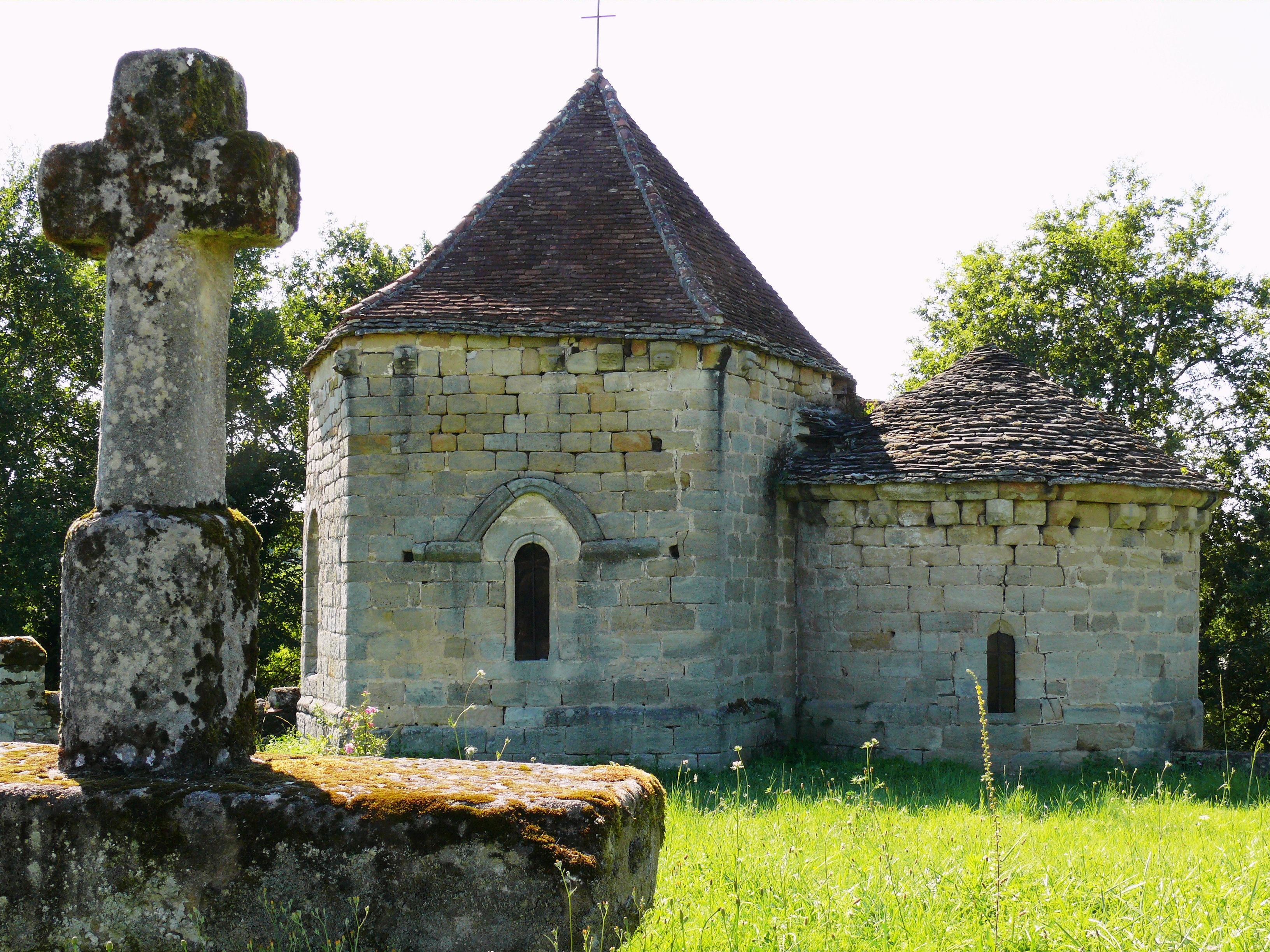
サンティレール・ド・ラ・コンブ教会
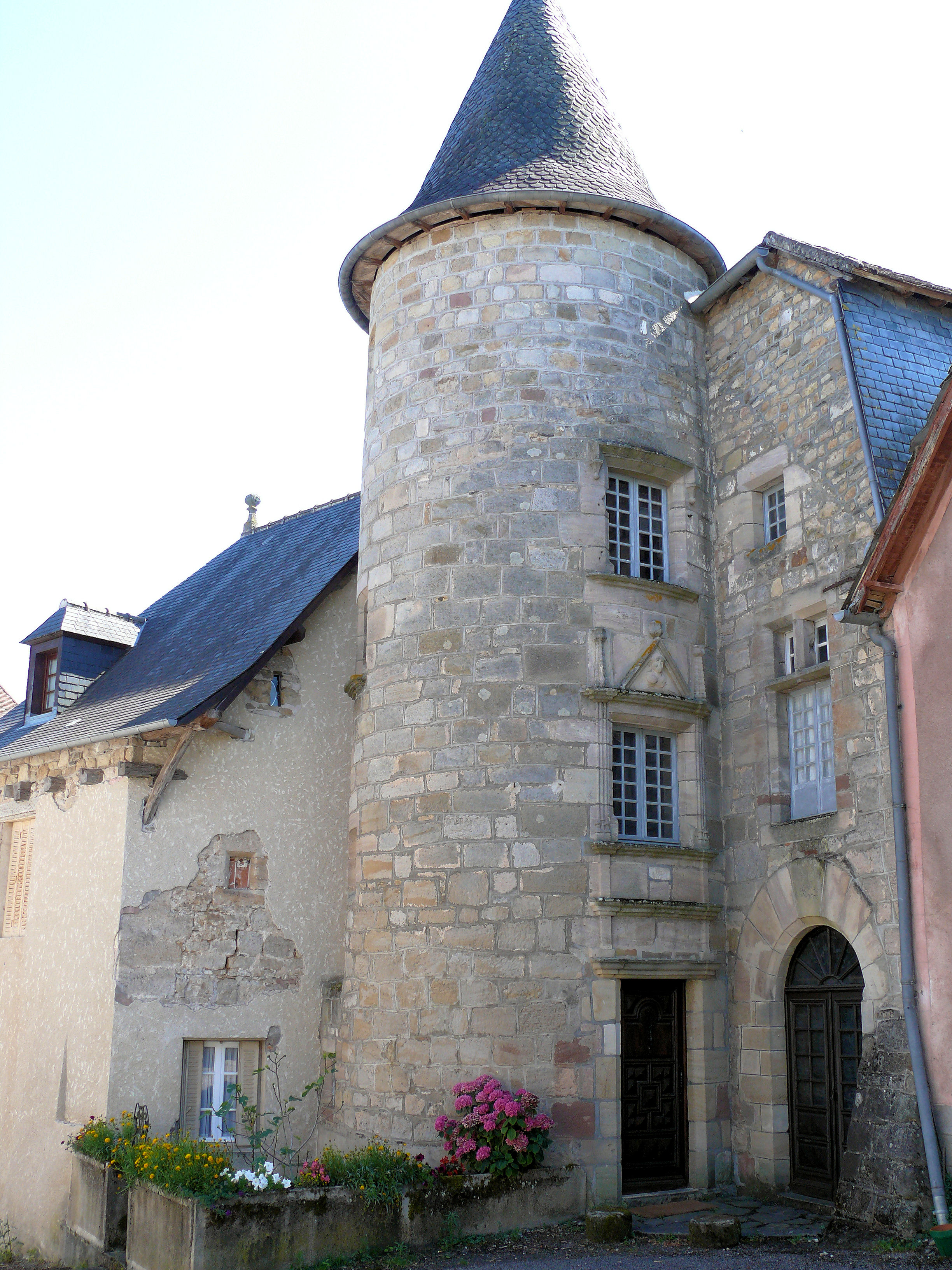
16世紀の住宅

## ゆかりの人物
- シドニー＝ガブリエル・コレット - 1940年にキュルモントに滞在。Journal à reboursを執筆した